# Niccolò di Pietro Gerini

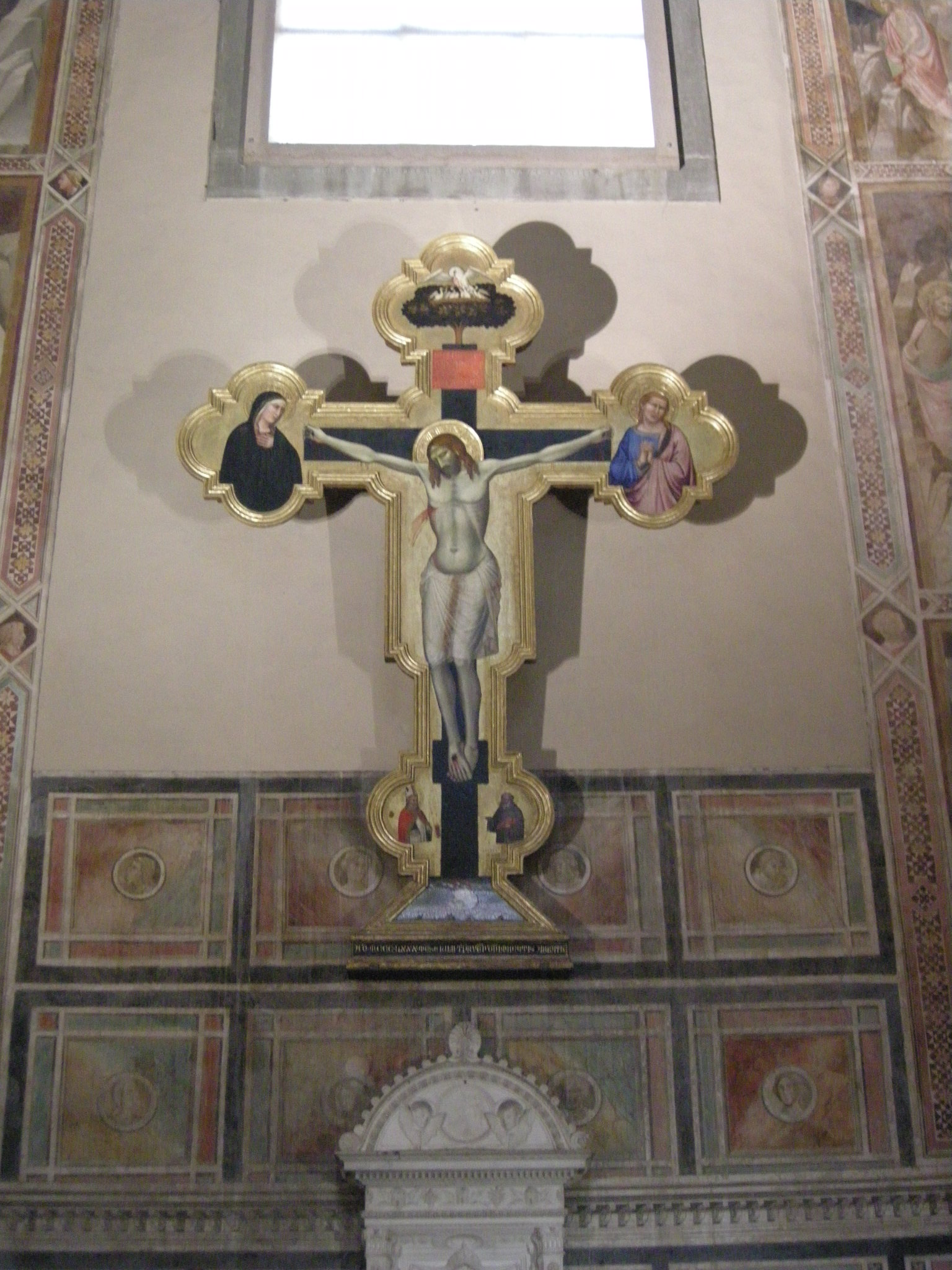
Crucifijo Capilla Castellini, Basílica de la Santa Cruz, Florencia.

Niccolò di Pietro Gerini fue un pintor italiano gótico, de la escuela florentina, cuya actividad está documentada desde 1368 en Florencia, donde murió sobre 1415.

## Biografía

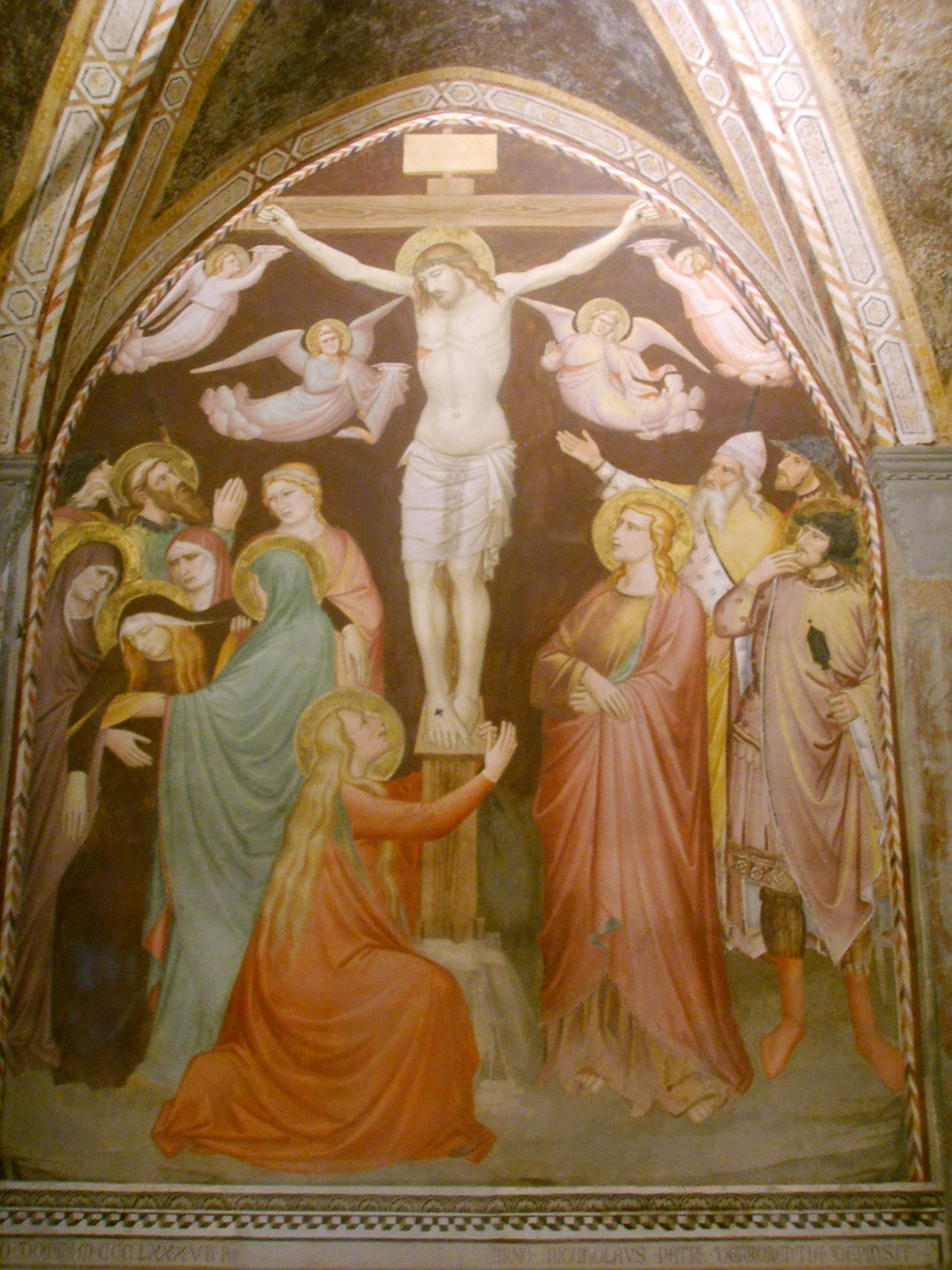
Crucifixión sala capitular de la Iglesia de Santa Felicita, Florencia.

Fue un prolífico seguidor de la escuela giottesca, que trabajó bajo la influencia de Andrea Orcagna (1308 - 1368) y Taddeo Gaddi (1290 - 1366). Su padre Pietro Geri se registró como miembro del Gremio de San Lucas en 1339.
Niccolo trabajó principalmente en Florencia, aunque también lleva a cabo comisiones en Roma (Vaticano), Pisa y Prato. Su obra se encuentra en el período en el que el arte en Florencia, mostró una cierta fatiga y una pérdida de inventiva de las innovaciones introducidas por Giotto (1267 - 1337), tornándose en un gusto arcaico y en una producción en serie. En un estilo típico del gótico, las figuras representadas por Gerini tienen grandes barbillas, frentes inclinadas y afiladas narices mientras que sus cuerpos están en cuclillas y frontalmente desplazados.
Otro artista importante, Lorenzo di Niccolò di Martino (¿?) se formó en el taller de Niccolò di Pietro Gerini y más tarde colaboró con su maestro, pero no fue su hijo como se menciona en ocasiones de manera errónea. Gerini tuvo un hijo, Bindo de Niccolo di Pietro Gerini, nacido en 1363, que aparece como miembro del Gremio de Lucas desde 1408.

## Obra

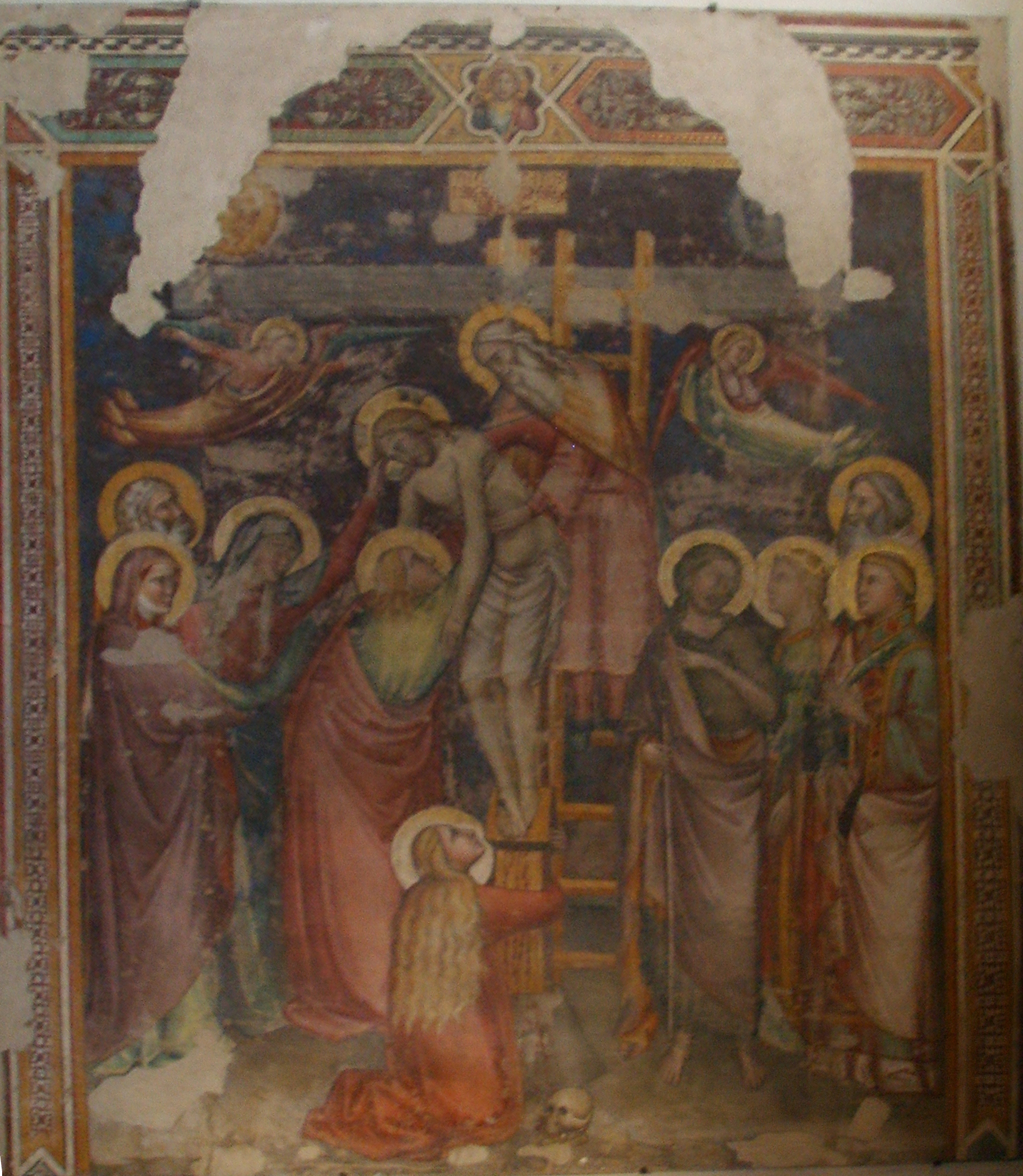
Deposición Iglesia de San Ambrosio, Florencia.

En 1368, un miembro del Arte dei Medici e Speziali en Florencia se identifica como Niccolò pintor. Gerini se registra como colaborador de Jacopo di Cione (1325- después de 1390) en los frescos de la Sala del Gremio de los jueces y notarios en Florencia en 1366, actualmente destruido. También es el “Niccolaio pintor” que trabajó con Jacopo di Cione en el retablo de la Coronación de la Virgen (hoy en la Galería Nacional de Londres), encargado por la familia Albizzi para la Iglesia de San Pedro Mayor, en Florencia en 1370. Le pagaron 12 florines de oro por el diseño de la tabla del altar, en noviembre del mismo año. Diseñó el retablo y la elaboración del dosel del trono mientras Jacopo di Cione se encargó de la representación a los santos.
Colaboró también con Jacopo di Cione en una segunda Coronación de la Virgen (Galería de la Academia de Florencia) en 1372, encargada por la Antigua Casa de la Moneda de Florencia ese mismo año.

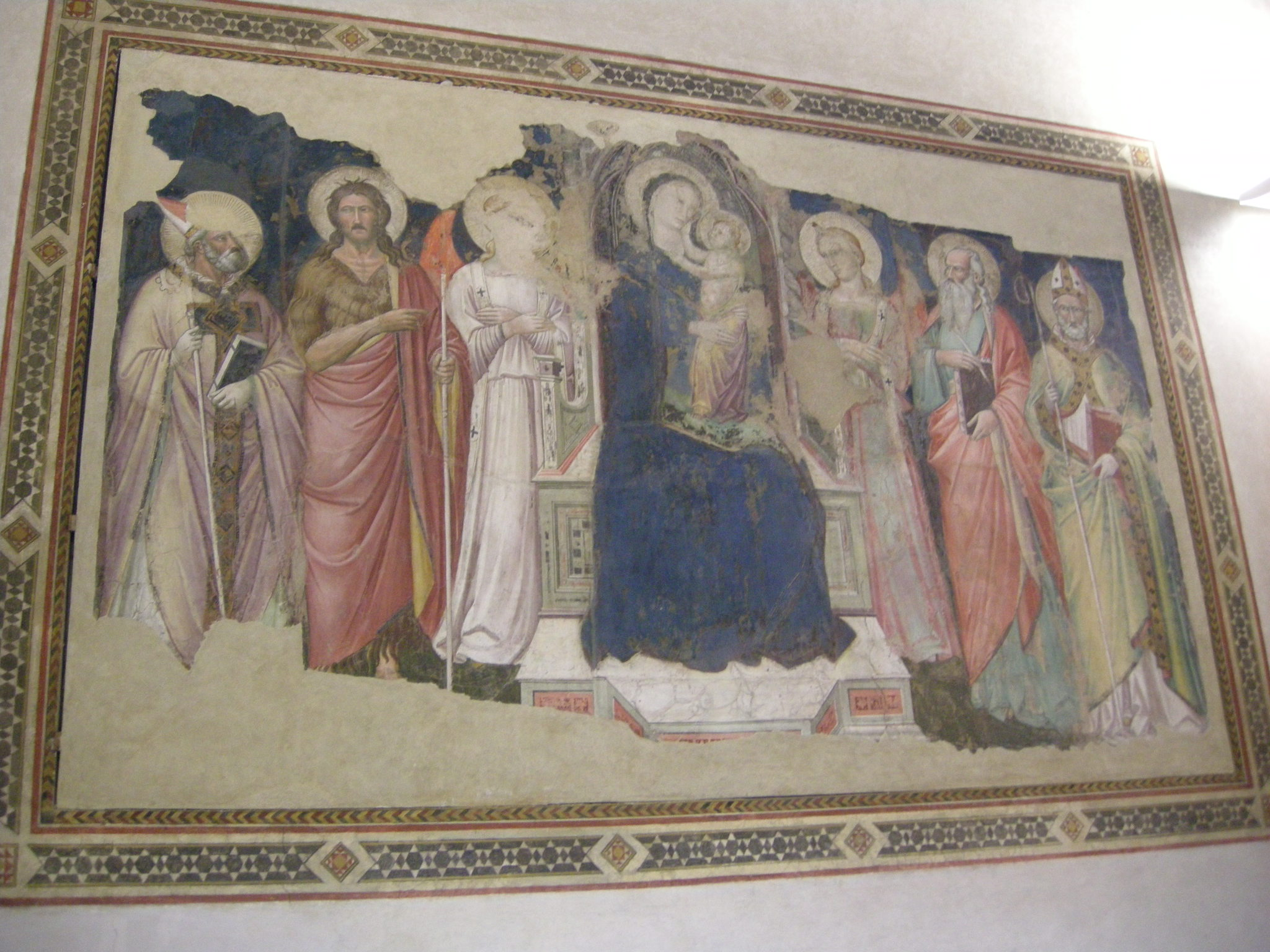
Virgen y Niño entronizados con seis santos Palacio del Arte de la Seda, Florencia.

Gerini trabajó de nuevo con Cione en 1383 en el fresco de la Anunciación(hoy en día en estado ruinoso) en el Palacio dei Priori, Volterra, . Se ha descubierto la sinopia de este fresco y muestra claramente el trabajo de dos artistas muy distintos: uno es el responsable del diseño de todos los detalles arquitectónicos y dibuja de manera fina y precisa con una línea de color rojo brillante u ocre, el otro, que fue responsables de los santos de los laterales, dibuja con una línea mucho más amplia y sin consecución, utilizando un color marrón sinopia oscuro. El primero es probable que sea Niccolò di Pietro Gerini y el segundo Jacopo di Cione.

Entre las obras conocidas de Niccolò Gerini, están la decoración de la sacristía de la Basílica de Santa Cruz en Florencia, con Escenas de la vida de Cristo (sobre 1380), y los frescos de la logia de Bigallo en 1386 (de los que sólo queda un fragmento en el que se representa a huérfanos entregados a los padres adoptivos. En el contrato de esta última obra, se nombra como su colaborador a Ambrogio di Baldese (1352 - 1429).

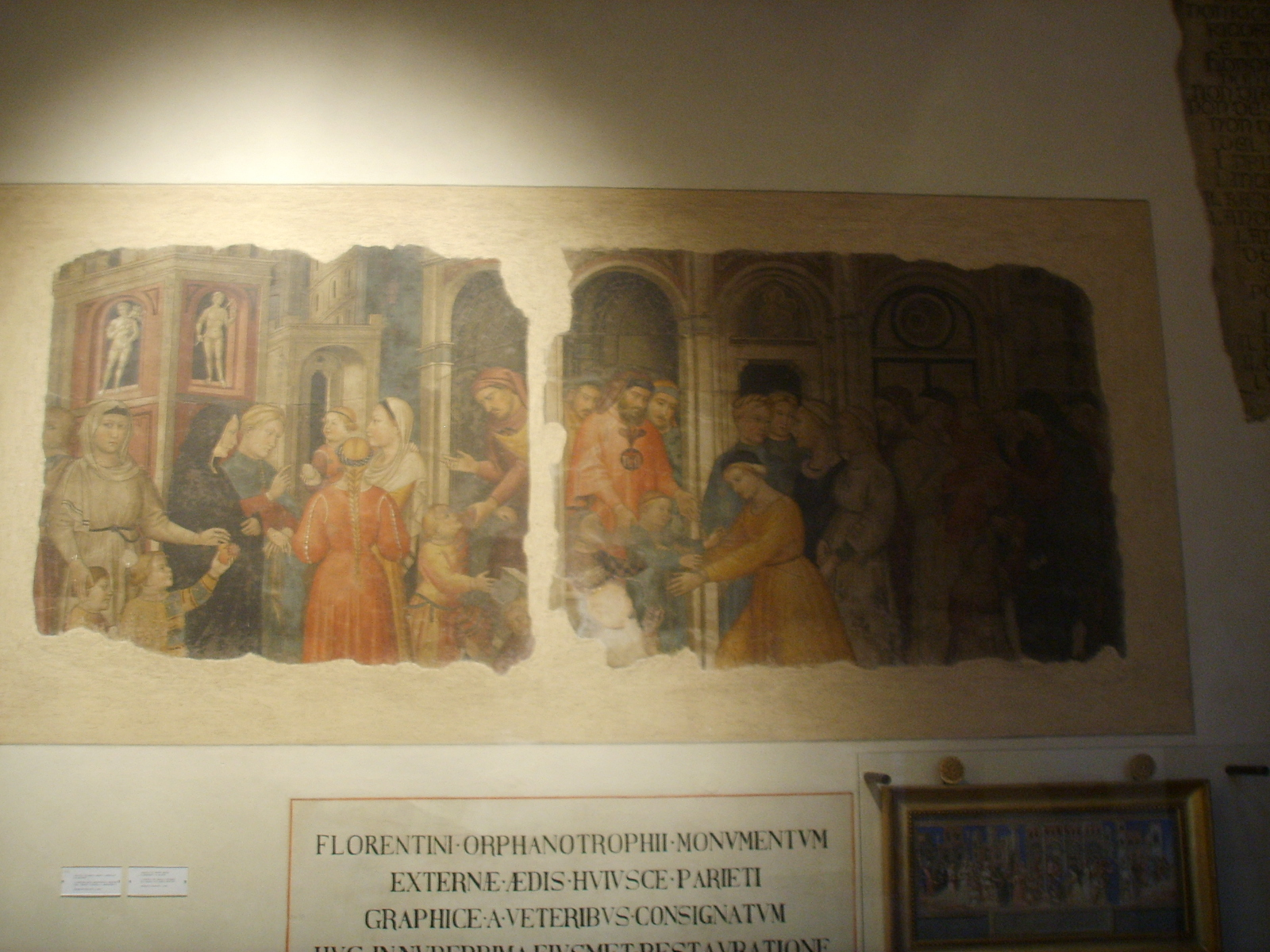
Fresco de la Logia de Bigallo, Museo Bigallo, Florencia.

Entre 1391 y 1392 trabajó en Prato, donde realizó los frescos del Palacio Datini y la sala capitular (o capilla Migliorati), de la Iglesia de San Francisco con Lorenzo di Niccolò y Agnolo Gaddi (1350 - 1396). Seguidamente realizó los frescos de la sala capitular de la Iglesia de San Francisco de Pisa.
Importante también es el Bautismo de los Santos Pedro y Pablo (1397) en la Galería Nacional de Londres.
Fue un pintor muy activo, especialmente en la decoración con frescos, siguiendo el gusto entonces predominante. Muchos de ellos fueron cubiertos durante los siglos siguientes y, en ocasiones se redescubrieron durante el siglo XX.
Las obras de Niccolo di Pietro Gerini se pueden encontrar en las principales galerías de arte de Roma, Vaticano, Florencia, Londres, Milán, Nueva York, Los Ángeles, Ámsterdam, Berlín, París, San Petersburgo, Boston, Cambridge, Budapest, Birmingham, Pésaro, Prato, Pisa, Altenburg, Aviñón, Denver y otros museos.